# Kitharizon
Kitharizon, ou Citharizon ou Citharizum, est une cité antique et une forteresse située sur le bras sud de l'Euphrate, dans la province romaine d'Arménie III, dans l'actuelle Turquie.

## Histoire
Kitharizon joue le rôle de position frontalière entre le monde romain et le monde iranien, notamment celui des Sassanides, qui se disputent l'Arménie. Selon Procope de Césarée, la cité se trouve dans l'Asthianène et elle distante de Erzurum de Théodosiopolis de quatre jours. Il est aussi possible que la ville se situe dans la règne de Balabitène, près des monts de l'Anti-Taurus, au nord de la Commagène et de la Mésopotamie. Kitharizon est souvent associée au village moderne de Keteriz.
En dépit de sa petite taille, elle est un bastion défensif important, notamment pour l'Empire romain d'Orient. Justinien y bâtit une forteresse dont la garnison est dirigée par un duc. Elle est prise par les Sassanides lors de la guerre perso-byzantine de 602-628, probablement en 613. Elle est ensuite reconquise par Héraclius.
Un seul évêque est connu pour cette cité : Marcien, qui participe au concile in Trullo en 692.